# Super Bowl XXXIX
Super Bowl XXXIX był trzydziestym dziewiątym Finałem o Mistrzostwo NFL w zawodowym futbolu amerykańskim, rozegranym 6 lutego 2005, na stadionie ALLTEL Stadium, w Jacksonville, w stanie Floryda.

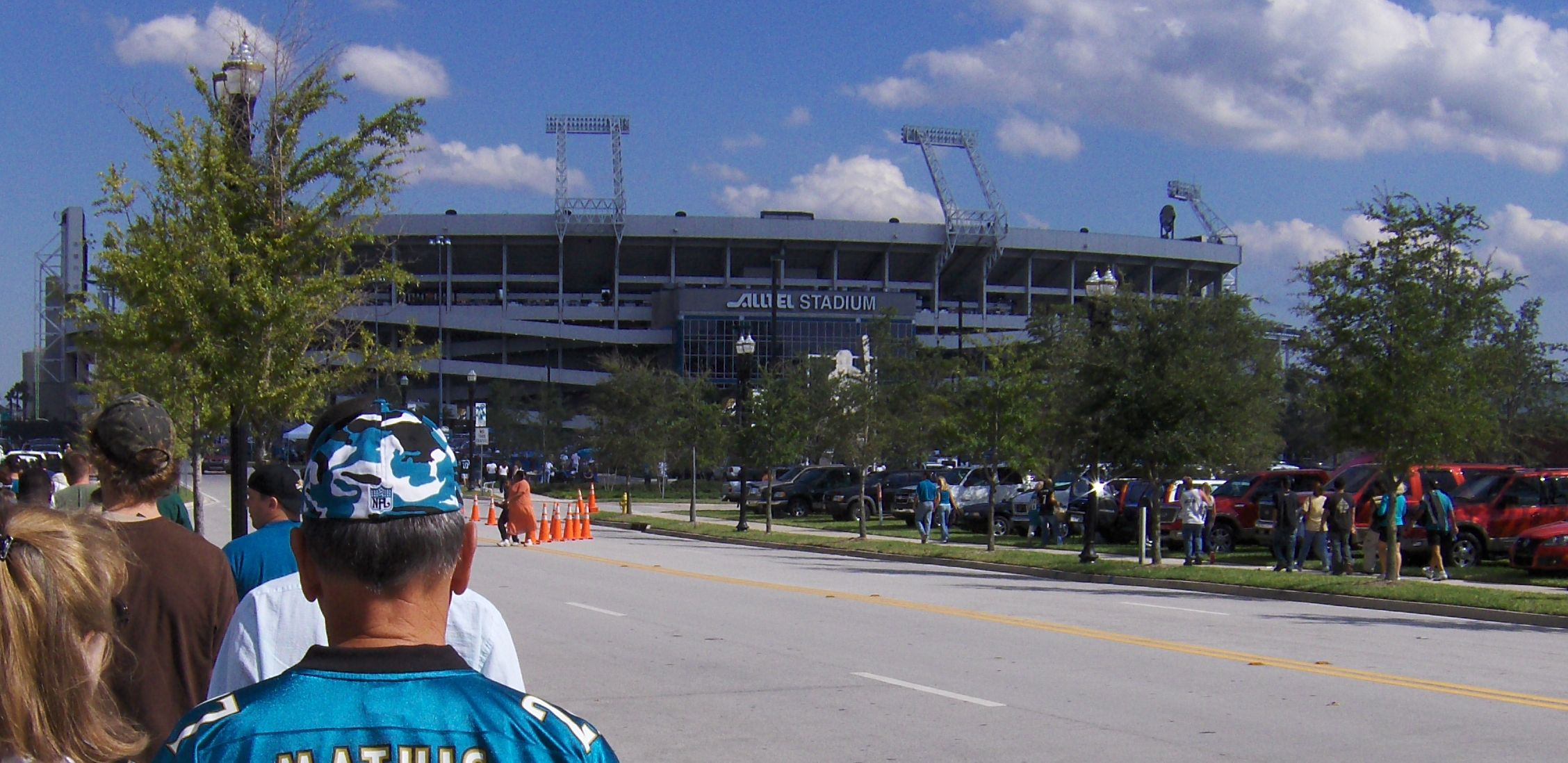
ALLTEL Stadium

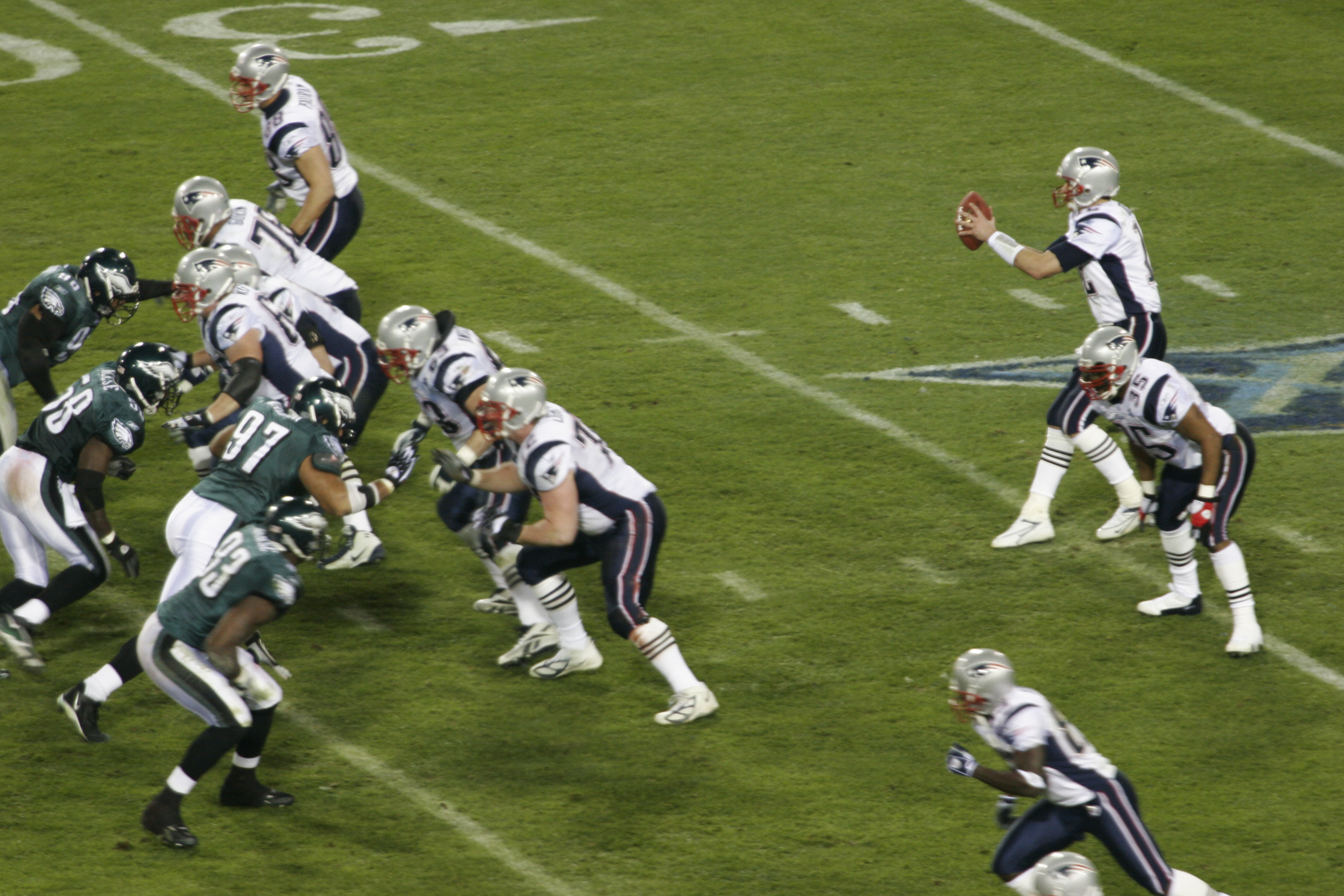
New England Patriots w ataku

Mistrz konferencji AFC, drużyna New England Patriots, pokonał mistrza konferencji NFC, drużynę Philadelphia Eagles, uzyskując wynik 24–21, by stać się pierwszą drużyną od czasów Denver Broncos w latach 1997–98, która wygrała dwa kolejne Super Bowl. Jednocześnie Patriots zostali drugim zespołem po Dallas Cowboys, który wygrał 3 finały w ciągu 4 lat.
Drużynie z Nowej Anglii udało się zmusić przeciwników do czterech strat, a skrzydłowy Patriots, Deion Branch, zasłużył sobie na tytuł MVP po tym, gdy zdobył 133 jardy pola po podaniach i wyrównał rekord jedenastu odbiorów w Super Bowl. Ponieważ odebrał 10 podań w poprzednim Super Bowl, ustanowił także rekord największej liczby odbiorów w dwóch kolejnych finałach.

## Literatura
- 2006 NFL Record and Fact Book, Time Inc. Home Entertainment, ISBN 1-933405-32-5
- HarperCollins, Total Football II: The Official Encyclopedia of the National Football League, ISBN 1-933405-32-5